# Teremkivți, Cemerivți
Teremkivți (în ucraineană Теремківці) este un sat în comuna Iurkivți din raionul Cemerivți, regiunea Hmelnîțkîi, Ucraina.

## Demografie
Componența lingvistică a localității Teremkivți
     Ucraineană (98,93%)
     Rusă (1,07%)
Conform recensământului din 2001, majoritatea populației localității Teremkivți era vorbitoare de ucraineană (98,93%), existând în minoritate și vorbitori de rusă (1,07%).